# خون ایرلندی، قلب انگلیسی
«خون ایرلندی، قلب انگلیسی» تک‌آهنگی از موریسی است که در سال ۲۰۰۴ میلادی منتشر شد.

## فهرست ترانه‌ها

### گرامافون ۷ اینچ (انگلستان) و سی‌دی #۱ (انگلستان)
1. «خون ایرلندی، قلب انگلیسی»
2. «وقتی قدت کوتاهه، بلند راه رفتن سخته»

### سی‌دی #۲ (انگلستان)
1. «خون ایرلندی، قلب انگلیسی»
2. «فاجعهٔ هوایی مونیخ ۱۹۵۸»
3. «سمفونی‌های هیچ‌وقت اجرا نشده»

### سی‌دی (آمریکا) و گرامافون ۱۲ اینچ (انگلستان)
1. «خون ایرلندی، قلب انگلیسی»
2. «وقتی قدت کوتاهه، بلند راه رفتن سخته»
3. «فاجعهٔ هوایی مونیخ ۱۹۵۸»
4. «سمفونی‌های هیچ‌وقت اجرا نشده»